# Посвірж оливковий
Посві́рж оливковий (Sicalis olivascens) — вид горобцеподібних птахів родини саякових (Thraupidae). Мешкає в Андах.

## Опис
Довжина птаха становить 14 см. У самців голова, нижня частина тіла і хвіст зеленувато-жовті, шия, спина і крила сіруваті. Самиці і молоді птахи мають подібне, однак дещо блідіше забарвлення.

## Підвиди
Виділяють три підвиди:
- S. o. salvini (Chubb, C, 1919) — Анди на півночі Перу (від Кахамарки до Уануко, Хуніна і Аякучо);
- S. o. chloris Cabanis, 1846 — західні схили Перуанських Анд (на південь від Анкаша) і північне Чилі (на південь до Кокімбо);
- S. o. olivascens (d'Orbigny & Lafresnaye, 1837) — Анди на південному сході Перу (Куско), на заході Болівії та на північному заході Аргентини (на південь до Мендоси).

Чагарниковий посвірж раніше вважався підвидом оливкового посвіржа, однак був визнаний окремим видом.

## Поширення і екологія
Оливкові посвіржі мешкають в Перу, Болівії, Аргентині і Чилі. Вони живуть у високогірних чагарникових і кактусових заростях та на високогірних луках пуна. Зустрічаються на висоті від 2500 до 3800 м над рівнем моря. Живляться переважно насінням, а також травою, дрібними плодами і комахами.